# Kleinmölsen
Kleinmölsen est une commune allemande de l'arrondissement de Sömmerda, Land de Thuringe.

## Géographie
Kleinmölsen se situe dans le sud-est du Bassin de Thuringe.
|        | Udestedt    |            |
| Erfurt | Kleinmölsen | Großmölsen |
|        | Erfurt      |            |

## Histoire
Kleinmölsen est mentionné pour la première fois en 876 sous le nom de Mulinhus.
Pendant la Seconde Guerre mondiale, 33 hommes et femmes de Russie, de Pologne et de Yougoslavie sont contraints à des travaux agricoles.

## Source de la traduction
- (de) Cet article est partiellement ou en totalité issu de l’article de Wikipédia en allemand intitulé « Kleinmölsen » (voir la liste des auteurs).